# Qasmuna av Granada
Qasmuna av Granada, död 1044, var en judisk poet. Hon tillhörde de väldigt få kvinnliga poeter som är kända från det moriska Spanien. 
Hon var enligt traditionen dotter till Schmuel ha-Nagid, och avled 1004. Detta har dock senare ifrågasatts, och är inte bekräftat. Hon föreslås också ha levt femtio år senare. Tre av hennes dikter är bevarade, alla skrivna på arabiska.